# 2614-es mellékút (Magyarország)
A 2614-es számú mellékút egy bő 17 kilométeres hosszúságú, négy számjegyű mellékút Borsod-Abaúj-Zemplén vármegye legészakibb részén.

## Nyomvonala
Hidvégardó közigazgatási területének legészakibb pontjáról, Magyarország és Szlovákia határvonalától indul ki déli irányban. Tulajdonképpen a 27-es főútból ágazik ki, annak 57+700-as kilométerszelvényénél, dél felé, de ezen a szakaszon már mindkét útvonal, a 27-es és a 2614-es út is közvetlenül az országhatáron húzódik, úgy, hogy a 27-es nyugati oldala és a 2614-es keleti fele is a szlovákiai Bódvavendégihez tartozik. Ennek megfelelően a 2614-esnek szlovák számozása is van, ami 3300-as. A kiágazási ponttól egyébként jól látható a mintegy 4 kilométerre fekvő egykori megyeszékhely, Torna városa és a tornai vár, amely egy 400 méternél alacsonyabb, de a sík környezetéből messze kiemelkedő dombra épült.
Alig több mint 100 méterrel az út kezdőpontja után beletorkollik a 27 601-es út, amely a 27-es és a 2614-es közti könnyebb átkötést szolgálja, valószínűleg akkor volt ennél komolyabb szerepe, amikor még határellenőrzés volt a két szomszédos ország határain. 200 méter közelében keresztezi a ma már csak Tornanádaska vasútállomásig vezető Miskolc–Tornanádaska-vasútvonal hajdan egészen Kassáig vezető szakaszának nyomvonalát, ahol néhány műtárgy még emlékeztet arra, hogy itt egykor vasút húzódott.
Az út 300. métere közelében indul ki, és első métereitől kezdve teljesen szlovákiai területen halad a Bódvavendégire vezető mellékút (szlovákiai számozásával 3301-es út); érdekesség, hogy mivel a szétágazó út tekintetében határútról van szó, az elágazást észak felől (tehát szlovákiai irányból, de ott már magyar oldalon) a magyar KRESZ szerinti tábla jelöli, viszont az a szlovák nevén (Hosťovce) tünteti fel a települést.
Az 1+850-es kilométerszelvénye közelében keresztezi az út a Bódvát, és az 1+900-as kilométerszelvény környékén hagyja el teljesen az országhatárt, belépve Hidvégardó lakott területére. Innentől kezdve halad teljesen magyarországi területen.
Negyedik kilométerénél, már Hidvégardó település déli külterületén torkollik az útba a 2629-es út, majdnem pontosan 7 kilométer megtétele után; az 5+150-es kilométerszelvénye közelében pedig a Becskeházára vezető 26 121-es út ágazik ki belőle. Hatodik kilométerénél éri el Hidvégardó, Becskeháza és Tornaszentjakab hármashatárát (előtte pár száz méteren a két előbbi település határán húzódott), majd Tornaszentjakab területére ér, melynek lakott részét csak súrolja délnyugat felől, a központhoz a 9. kilométerénél jár a legközelebb.
A 10+700-as kilométerszelvényénél, Tornaszentjakab és Debréte határa közelében – de már utóbbi településen – kiágazik belőle a 26 122-es út; körülbelül 300 méteren Debréte külterületén halad, a 11. kilométere pedig az utat már Viszlón találja. Viszló központját a 13+300-as kilométerszelvénye környékén éri el, a 14+300 kilométerszelvénynél pedig Rakaca területére ér. A 2613-as útba torkollva ér véget, annak 18+800-as kilométerszelvényénél, Rakaca központjában.
Teljes hossza az országos közutak térképes nyilvántartását szolgáló kira.gov.hu adatbázisa szerint 17,264 kilométer.